# (4638) Estens
(4638) Estens (1989 EG) – planetoida z pasa głównego asteroid okrążająca Słońce w ciągu 3,25 lat w średniej odległości 2,19 j.a. Odkryta 2 marca 1989 roku.